# Sigitas Tamkevičius
Sigitas Tamkevičius, né le 7 novembre 1938 à Gudonys, dans le district de Lazdijai (Lituanie), est un prêtre jésuite lituanien, nommé évêque auxiliaire en 1991 puis archevêque de Kaunas en 1996, il est depuis juin 2015, archevêque émérite de ce diocèse. Il est plusieurs fois président de la Conférence épiscopale lituanienne. Il est surtout connu pour avoir fondé et dirigé durant la période soviétique la feuille clandestine d’informations Chronique de l’Église catholique en Lituanie. Il a été nommé cardinal par le pape François le 1er septembre 2019, pour le consistoire du 5 octobre 2019.

## Biographie
Ses études secondaires au lycée de Seirijai terminées, Sigitas Tamkevičius entre au séminaire de Kaunas (1955). Quelques années de service militaire obligatoire dans l’armée soviétique interrompent ses études de théologie qu’il reprend par la suite. Il est ordonné prêtre par l’évêque Petras Maželis (lt) le 18 avril 1962.
Ses premières années de ministère sacerdotal s’exercent successivement dans les paroisses d’Alytus, Lazdijai, Kudirkos Naumiestis, Prienai, et Simnas. En 1968  Tamkevičius entre dans la Compagnie de Jésus, dont la présence en Lituanie est clandestine, étant considérée comme « illégale » par la loi soviétique. Sa formation spirituelle se fait dans la discrétion ; il continue son service pastoral en paroisse.
L’abbé Tamkevičius est à l’initiative de l’agitation et de la protestation contre les restrictions imposées par l’autorité soviétique qui cherchait à restreindre et à contrôler la formation sacerdotale donnée au séminaire de Kaunas. À la suite de cela, les autorités soviétiques lui interdisent d’exercer son ministère sacerdotal. Il travaille alors en usine et dans le domaine de la réforme agraire pendant un an.
Tout en étant vicaire dans la paroisse de Simnas, l’abbé Tamkevičius commence en 1972 la publication clandestine d’une feuille d’information appelée Chronique de l’Église catholique de Lituanie. Très lue en Europe occidentale parce bien informée, la Chronique… rend publiques les nombreuses pratiques de discrimination religieuse commises en Lituanie soviétique. L’éditeur de la publication clandestine est activement recherché par le KGB.
Tamkevičius est un curé de la paroisse de Kybartai de 1975 à 1983. Durant ces mêmes années, il  continue à publier la Chronique… : il le fera jusqu’à son arrestation en 1983. En 1978, il fonde avec quatre autres prêtres lituaniens le Comité catholique pour la défense des droits des croyants.
En 1983, il est arrêté. On l’accuse d’agitation et de propagande antisoviétique. Mis en jugement, il est condamné à dix ans de prison et à l’exil. Il acquitte la sentence au goulag de Perm et de Mordovie. En 1988, il est envoyé en exil, en Sibérie. Il n’y reste pas longtemps: lorsque la perestroïka libéralise la politique religieuse soviétique, il est remis en liberté (1988). Sigitas Tamkevičius racontera son arrestation et sa détention dans un témoignage publié dans le livre de Jose Miguel Cejas Le Bal après la tempête
La Conférence épiscopale lituanienne nomme aussitôt (1989) l’abbé Tamkevičius au poste de directeur spirituel au grand séminaire de Kaunas. Et l’année suivante, en 1990, il en est nommé le directeur.
En 1991, il est appelé à être auxiliaire de l’archevêque de Kaunas : il est consacré évêque le 19 mai 1991 par le cardinal Vincentas Sladkevicius avec comme co-consécrateurs Vladas Michelevičius (de), Antanas Vaičius (en), Romualdas Krikščiūnas (de) et Juozas Preikšas (de). Sigitas Tamkevičius est finalement nommé archevêque de Kaunas le 4 mai 1996. Très influent au sein de la Conférence épiscopale lituanienne, il en est élu plusieurs fois le président : de 1999 à 2002, de 2005 à 2008 et réélu en 2008.
Le 11 juin 2015, le pape François accepte sa démission et nomme Lionginas Virbalas SJ pour lui succéder. Il annonce le 1er septembre 2019 qu’il sera cardinal (non électeur, ayant 80 ans révolus) au consistoire du 5 octobre suivant. Il est créé cardinal-prêtre non électeur au titre de Sant’Angela Merici.

## Succession apostolique
Sigitas Tamkevičius a ordonné les évêques suivants :
- Évêque Eugenijus Bartulis (en) (1997)
- Évêque Rimantas Norvila (de) (1997)
- Évêque Jonas Ivanauskas (de) (2003)
- Archevêque Kęstutis Kėvalas (en) (2012)